# Pädagogische Psychologie
Pädagogische Psychologie oder Erziehungspsychologie (englisch educational psychology) ist ein Teilgebiet der Psychologie, das sich mit der Beschreibung und Erklärung der psychologischen Komponenten von Erziehungs-, Unterrichts- und Sozialisationsprozessen, einschließlich ihrer Formen und Situationen, befasst. Die Erkenntnisse der Pädagogischen Psychologie werden zur Optimierung pädagogischen Handelns bzw. zu seiner zielbezogenen Veränderung anzuwenden versucht. Der Aufgaben- und Anwendungsbereich der Pädagogischen Psychologie umfasst alle Sozialfelder und Institutionen der Erziehungs-, Bildungs- und Sozialisationssysteme unterschiedlicher Gesellschaften und Kulturen.

## Theorien
Die Pädagogische Psychologie ist ein Teilgebiet der Angewandten Psychologie wie z. B. die Arbeits- und Organisationspsychologie. Ihre Fragestellungen und Themen (z. B. Analyse der Schulleistung) werden auch im Rahmen der Erziehungswissenschaft behandelt, die in dieser Hinsicht auf empirische Studien angewiesen ist. In Deutschland hat die empirische, auch experimentelle Befassung mit Pädagogischer Psychologie zu Anfang des 20. Jahrhunderts angefangen mit Aloys Fischer, Ernst Meumann und Wilhelm August Lay. Diese Ausrichtung ist letztlich erst durch die von Heinrich Roth in den 1960er-Jahren eingeleitete „empirische Wende“ der deutschsprachigen Pädagogik bis in die Gegenwart maßgeblich geworden.

### Pioniere in der Intelligenzforschung
Hauptartikel: Intelligenztheorie
Die großen Pioniere etwa zur gleichen Zeit waren in Frankreich Alfred Binet (Mental Fatigue, 1898) und in den USA Edward Thorndike (1874–1949). Der Binet-Simon-Test war der erste Intelligenztest, um Kinder mit Entwicklungsstörungen herauszufinden. Binet forderte auch, dass Lehrer die Diagnostik lernen müssten, um gezielt Kinder fördern zu können. 1916 schuf Lewis Terman den Stanford-Binet-Test, der in der Folge breit genutzt worden ist, vor allem in der Einsatzplanung von Soldaten. Edward Thorndike entwickelte die Theorie des instrumentellen Konditionierens. Auch untersuchte er Transfereffekte des Lernens, so die Frage, ob alte Sprachen die allgemeine Intelligenz förderten. Ferner befasste er sich mit Wörterbüchern, die erstmals den Reifegrad der Nutzer berücksichtigten. Einen Intelligenztest (Lorge-Thorndike-Intelligence-Test) steuerte er ebenso bei gemäß seiner Intelligenztheorie, die schon eine soziale Kompetenz einbezog. Bei Forschungen zur Intelligenz, aber auch bei anderen psychischen Merkmalen wie dem Sozialverhalten ergibt sich immer die Frage, inwieweit sie vererbt oder zu gewissen Teilen entwickelbar sind (Erbe und Umwelt). Erst dann ergeben sich mögliche pädagogische Aufgaben. In der Diskussion zu Howard Gardners Theorie der multiplen Intelligenzen war strittig, was Phänomene der Intelligenz, oder was dagegen Persönlichkeitsmerkmale sind. Daniel Goleman hat diese Seite erfolgreichen Handelns mit Emotionale Intelligenz popularisiert.

### Motivation und Selbstkonzept
Hauptartikel: Motivation Selbstkonzept
Neben der Intelligenz bestimmen andere psychische Faktoren den Schul- und Lebenserfolg: Selbstkontrolle, Gewissenhaftigkeit, Empathie, Konfliktfähigkeit und andere soziale Kompetenzen, vor allem aber die Motivation. Dazu gehören Leistungsstreben, Engagement, Initiative und eine optimistische Haltung. Clark L. Hull bestimmte in der Motivation die Rolle der Zielorientierung (Goal-Gradient-Effekt). Je klarer das Ziel vor Augen steht, desto größer ist die Anstrengungsbereitschaft. Für die schulische Motivation gibt es viele Einflüsse, von den Noten und Abschlüssen (extrinsisch) über die leib-seelische Gesundheit bis zu Vor- und Selbstbildern (intrinsisch). Heinz Heckhausen hat sie sogar in einer Formel zusammengefasst. Besonders zum Selbstkonzept von Lehrenden und Lernenden gibt es eine aktuelle breite Forschung, die von Herbert W. Marsh und Richard J. Shavelson ab 1976 angestoßen worden ist. Das Selbstkonzept ordnet Erfahrungen, die eine Person in sozialen Interaktionen gesammelt hat, in vorhersagbare Sequenzen von möglichen Verhaltensweisen und Reaktionen. Das Selbstkonzept versucht auch, eigene Bedürfnisse im Sinne einer wohltuenden Balance von Behagen und Unbehagen zu erfüllen. Gleichzeitig wird angestrebt, Missbilligungen durch andere und Ängstlichkeit zu vermeiden. Wenn das Selbstkonzept bedroht wird bzw. es nicht schafft, dies umzusetzen, führt dies zu Stress.

### Lernen
Lerntheorien unterscheiden Lernarten und Lernprozesse nach ihren psychischen Grundlagen (verhaltensorientierte und kognitivistische Lerntheorien). Gegenüber den US-amerikanischen Behavioristen (Watson, Skinner) vertrat die in Deutschland entstandene Gestaltpsychologie die aktive Rolle des Subjekts bei der Wahrnehmung, Lernen vollziehe sich daher nicht als Drill durch das Reiz-Reaktions-Modell. Auch über Exilanten wie Max Wertheimer, Wolfgang Köhler und Kurt Lewin gelangte die Gestaltpsychologie in die USA und leitete die Kognitive Wende ein. Kognitive Prozesse umfassen Begriffsbildung, Problemlösung und Kreativität. Nach der Wiederaufnahme gestaltpsychologischer Theorien in den 1950er Jahren (auch via Friedrich Copei, der Wertheimer in Berlin gehört hatte) stand in Deutschland der Weg zum Problemlösen bei Heinrich Roth im Mittelpunkt. Das wahrgenommene Chaos werde vom aktiven Geist auf eine befriedigende Lösung hin durchsucht. Edward Tolman erfand in einer vermittelnden Position die Kognitive Karte und unterschied erstmals zwischen Kompetenz und Ausführung, Performanz. Robert Gagné hat eine Integration verschiedener Theorielinien vorgeschlagen, die er in die Unterrichtsphasierung umsetzte. Die Klassifikation von Lernzielen auf der Basis psychischer Leistungen war das große Thema von Benjamin Bloom. Jerome Bruner plädierte auf Basis seiner kognitiven Lerntheorie, die besonders die Bildung von Konzepten über die Realität im Mittelpunkt hat, für das nachhaltigere entdeckende Lernen. Gegenwärtig stehen konstruktivistische Lerntheorien im Mittelpunkt, die die eigene Aktivität des Lerners betonen. Dazu gehören auch Theorien zum Selbstregulierten Lernen bzw. Selbstgesteuerten Lernen.

### Entwicklung
Die Entwicklungspsychologie erforscht psychische und insbesondere kognitive Kompetenzen in aufeinanderfolgenden Lebensphasen. Grob lässt sich zwischen natürlicher Reifung bzw. Anlagen und Lernen bzw. variablen Umwelteinflüssen unterscheiden. Hinzu kommt noch der Einflussfaktor der eigenen Person (Motivation, Neugier) auf das mögliche Lernen. Wer das kindliche Niveau in einer bestimmten Phase kennt, kann zum passenden Wissen und Können dieser Phase Aussagen treffen, wie es Jean Piaget vorgemacht hat. Doch hat sich nach ihm gezeigt, dass die individuellen Differenzen in der Entwicklung allgemeingültige Aussagen schwierig machen. Aus den Ergebnissen der Entwicklungspsychologie hat auch die Didaktik bei der Auswahl geeigneter Stoffe für den Unterricht ihre Schlüsse zu ziehen, wie es Hans Aebli getan hat. Bedeutende Modelle heute stammen von Urie Bronfenbrenner, Jane Loevinger und Robert J. Havighurst. Ein besonderer Fall ist der Spracherwerb, die für die Kinder unter Migrationsbedingungen zusätzliche Schwierigkeiten aufweist. Daher treten noch mehr Sprechstörungen auf, ein Anlass zur Sprachförderung.

### Sozialität
Hier besteht eine große Überschneidung mit der Sozialpsychologie. Einen großen Einfluss hatte Lew Wygotskis Theorie des soziokulturellen Lernens in Abhängigkeit vom gesellschaftlichen Umfeld. Auch außerhalb der Sowjetunion erfuhr er eine breite Rezeption. Er beschrieb Zonen der nächsten Entwicklung und pädagogische „Aufgaben“ in der anstehenden Entwicklung. Der Kanadier Albert Bandura befasste sich mit sozialen Effekten auf die Aggressivität von Kindern und setzte beim Beobachtungslernen und der Imitation an. Wichtige Psychologen heute sind Urie Bronfenbrenner oder in Deutschland Klaus Hurrelmann. Eine besondere Rolle spielen die Kommunikation und Informationsverarbeitung sowie deren Störungen.
In einem pädagogischen Prozess gibt es die grundlegende Beziehung zwischen Eltern/Lehrkraft und Lernenden, die durch Interaktionen gefüllt werden. Kurt Lewin hat 1939 auf verschiedene Erziehungsstile aufmerksam gemacht, den autokratischen, des laissez-faire-Stil und den demokratischen Stil. Die Humanistische Psychologie (Carl Rogers, Fritz Perls), die sich wie die Gestaltpsychologie gegen den Behaviorismus entwickelt hat, betrachtet den Unterricht in dieser Hinsicht ganzheitlich auf Gelingensbedingungen, die die Haltung des Lehrers und der Lernenden betreffen: Vom Lehrer soll Wertschätzung, Achtung, Wärme und Rücksichtnahme ausgehen; sein einfühlendes Verstehen muss die Lernenden mit ihren Ideen und Gefühlen akzeptieren; er soll Echtheit und Authentizität ausstrahlen. Die Lernenden entwickeln ihr eigenes Lernprogramm, helfen mit bei einem positiven Lernklima, üben Selbstdisziplin, der Lernprozess ist wichtiger als die Lerninhalte. Kritiker wenden sich gegen den hohen Grad an Idealismus, der im Normalunterricht verlorengeht.
Die Psychoanalyse, die dem Behaviorismus am stärksten entgegensteht, hat auch eine pädagogische Dimension (Siegfried Bernfeld, Bruno Bettelheim) entfaltet, die an den unbewussten Vorgängen in der Erziehung ansetzt oder Identifikation und Abwehr untersucht. Eine Psychoanalytische Pädagogik der Schule liegt aber bisher nur in Ansätzen vor.

### Neurowissenschaftliche Grundlagen
Schließlich gibt es neurobiologische Grundlagen für Lernen und Verhalten. Hebbs Gesetz (1949) ist eine nachgewiesene Basis, nach der die Verbundbildung von Neuronen durch Synapsen eine beeinflussbare Plastizität aufweist: je mehr Aktivität in den Neuronen, desto mehr Zusammenwirken der Nervenzellen und insgesamt bessere Leistungen. In der kindlichen Frühphase folgt daraus die Notwendigkeit intensiver Anregung der Erfahrungen, um die neuronale Entwicklung zu optimieren. Auch die Arbeitsweise des Gedächtnisses hat neuronale Grundlagen.

## Aufgaben der Pädagogischen Psychologie
Aufgaben der Pädagogischen Psychologie sind die Optimierung von Erziehung, von Förderung, Unterricht und Lehre in allen Formen. Ihre Erkenntnisse kommen in der Erziehungsberatung, der Schulpsychologie und allgemein in der Beratungspsychologie zum Einsatz. Voraussetzung sind u. a. die Kenntnis der pädagogisch-psychologischen Diagnostik, der Lern- und Instruktionspsychologie, der entwicklungspsychologischen Gegebenheiten beim Kind, der sozialpsychologischen Einflüsse in den jeweiligen Kontexten der verschiedenen Institutionen sowie der spezifischen Gegebenheiten bei Erziehern, Lehrern und Eltern.
Wichtige Themen der Pädagogischen Psychologie sind:

### Interaktionsförderung
Grundlegende, pädagogisch relevante Perspektiven aus dem Blickwinkel der Psychologie sind z. B. Sozialisationstheorien des Menschen, die Interaktionen von Eltern und Kind bzw. die Lehrer-Schüler- sowie die Schüler-Schüler-Interaktion und deren Folgen für die daran beteiligten Personen (Kinder, Eltern; Schüler, Lehrkräfte; Peer Group). Die Pädagogische Psychologie nutzt dabei entwicklungspsychologische und sozialpsychologische Erkenntnisse. Dazu gehören auch System-Ansätze, Deutungen in Hinsicht auf die Soziale Rolle oder das Person-Konzept.

### Intervention, Prävention, Förderung, Training
Einen weiteren Aspekt der Pädagogischen Psychologie bilden Prävention und Intervention, die in Vorschulförderprogrammen, Förderprogrammen für Schüler mit Lernstörungen oder mit Verhaltensauffälligkeiten und in der Begabtenförderung zum Ausdruck kommen. Dabei werden verschiedene Aspekte des Lernens wie selbstreguliertes Lernen bzw. selbstgesteuertes Lernen und verschiedene Lernstrategien berücksichtigt. Darüber hinaus gehört zu diesem Aspekt auch die Entwicklung curricularer Vorgaben und das multimediale Lernen. Förder-, Präventions- und Interventionsmaßnahmen können sich auch auf Erzieher (Lehrkräfte, Eltern) beziehen (z. B. Elterntraining, Programme zur Förderung von Lehrergesundheit, zum Abbau von Lehrerangst oder zur Förderung von Unterrichtskompetenz).

### Diagnostik und Evaluation
Einen zusätzlichen Aspekt bildet die pädagogisch-psychologische Diagnostik, die sich mit pädagogischen Defiziten aller Art, mit Hochbegabung, mit Lernkontrollen (im Sinne von kriteriums- oder sozialnormbezogenen Tests sowohl formeller wie auch informeller Art), mit schulischer Notengebung sowie der Evaluation im Schulleistungsvergleich – in letzten Jahrzehnt auch TIMSS und PISA – beschäftigt. Zudem muss bei jeder Intervention der Erfolg einer Maßnahme durch entsprechende diagnostische Maßnahmen nachgewiesen werden.

### Guter Unterricht
Der Unterricht findet meistens in der Schule statt, aber auch vielerorts sonst. Hier bündeln sich viele Aspekte der Pädagogischen Psychologie. Es geht um die Förderung von Wissen vorwiegend im kognitiven Bereich, aber auch darüber hinaus um Nachhaltigkeit, um die Förderung mannigfacher Kompetenzen, von produktiv-kreativen Fähigkeiten und von einsichtsvoll moralischem Handeln. Umstritten sind nicht nur die Ziele, sondern auch die effektiven Methoden und notwendigen Bedingungen guten Unterrichts. Ein wichtiger Punkt sind Unterrichtsstörungen und fehlende Motivation, wofür auch Schulpsychologen herangezogen werden. Durch eine geeignete Klassenführung wird Unterricht verbessert.
Weitere Themen der Pädagogischen Psychologie sind:
- Interpersonale Wahrnehmung
- Erziehungserfolg
- Intelligenz, Begabung, Hochbegabung
- Gedächtnis und Vergessen
- Motivation (extrinsisch vs. intrinsisch), Lernmotivation, Leistungsmotivation, Leistungsangst
- Psychische Aspekte des Schulunterrichts, Unterrichtsqualität, Absentismus
- Leistungsbeurteilung im Bildungswesen, Tests
- Familie, soziale Benachteiligung, Migrantenkinder
- Behinderte, Inklusion
- Medienerziehung
- Künstliche Intelligenz

### Einführungen und Handbücher
- Franz Emanuel Weinert, Carl Friedrich Graumann, Heinz Heckhausen: Funk-Kolleg Pädagogische Psychologie. 2 Bände (1974/75); Reader zum Funk-Kolleg Pädagogische Psychologie. 2 Bände. S. Fischer, Frankfurt am Main.
- M. Hasselhorn, A. Gold: Pädagogische Psychologie. Kohlhammer, Stuttgart 2006.
- Andreas Krapp, B. Weidenman (Hrsg.): Pädagogische Psychologie. 5. Auflage. Beltz, Weinheim 2006.
- Gerd Mietzel: Pädagogische Psychologie des Lernens und Lehrens. 8. Aufl., Hogrefe, Göttingen 2007.
- Helmut Lukesch: Einführung in die Pädagogische Psychologie (= Psychologie in der Lehrerausbildung. Band 1). 4. Aufl., Roderer, Regensburg 2006.
- Hans-Peter Nolting, Peter Paulus: Pädagogische Psychologie. Kohlhammer, 3. überarb. Aufl., Stuttgart 2004, ISBN 978-3-17-018212-7
- Wolfgang Schnotz: Pädagogische Psychologie kompakt: Mit Online-Materialien. 3. Auflage, Beltz 2019, ISBN 978-3-62128598-8. (eingeschränkte Vorschau)
- Detlef Rost u. a. (Hrsg.): Handwörterbuch Pädagogische Psychologie. 5. erw. Auflage. Beltz PsychologieVerlagsUnion, Weinheim 2018, ISBN 978-3-621-28297-0.
- Reinhard Tausch, Anne-Marie Tausch: Erziehungspsychologie, Verlag für Psychologie C. J. Hogrefe, Göttingen (mehrere Auflagen)
- R. F. Wagner, Andreas Hinz, A. Rausch, B. Becker (Hrsg.): Modul Pädagogische Psychologie. Klinkhardt, Bad Heilbrunn 2009, ISBN 978-3-8252-3190-3.
- Elke Wild, Jens Möller (Hrsg.): Pädagogische Psychologie. 3. überarb. Auflage. Springer, Heidelberg / Berlin 2020, ISBN 978-3-662-61402-0.
- Anita Woolfolk: Pädagogische Psychologie. Pearson Studium, München 2008, ISBN 978-3-8273-7279-6. (deutsche Übersetzung nach der 10. US-amerikanischen Auflage); Inhaltsverzeichnis

### Speziell
- Wolfgang Metzger: Psychologie für Erzieher. 3., revidierte Auflage. Kamp, Bochum 1976, ISBN 3-592-71510-0. („Klassiker“ der gestaltpsychologisch orientierten pädagogischen Psychologie)
- C. Klicpera, B. Gasteiger-Klicpera: Psychologie der Leseschwierigkeiten und Schreibschwierigkeiten. Entwicklung, Ursachen, Förderung. PVU, Weinheim 1995, ISBN 978-3-621-27271-1.
- M. Soff: Gestalttheorie für die Schule. Unterricht, Erziehung und Lehrergesundheit aus einer klassischen psychologischen Perspektive. Verlag Wolfgang Krammer, Wien 2017, ISBN 978-3-901811-74-6.

### Internationale Zeitschriften
- Cognition and Instruction
- Contemporary Educational Psychology
- Educational Psychologist
- Educational Psychology Review
- Journal of Educational Psychology
- Learning and Instruction
- Zeitschrift für Entwicklungspsychologie und Pädagogische Psychologie. Abgerufen am 11. November 2022.